# Lohayong (Larantuka)
Lohayong is een bestuurslaag in het regentschap Flores Timur van de provincie Oost-Nusa Tenggara, Indonesië. Lohayong telt 638 inwoners (volkstelling 2010).